# Santa Monica (Teksas)
Santa Monica – jednostka osadnicza w Stanach Zjednoczonych, w stanie Teksas, w hrabstwie Willacy.